# Macedonia na Zimowych Igrzyskach Olimpijskich 2010

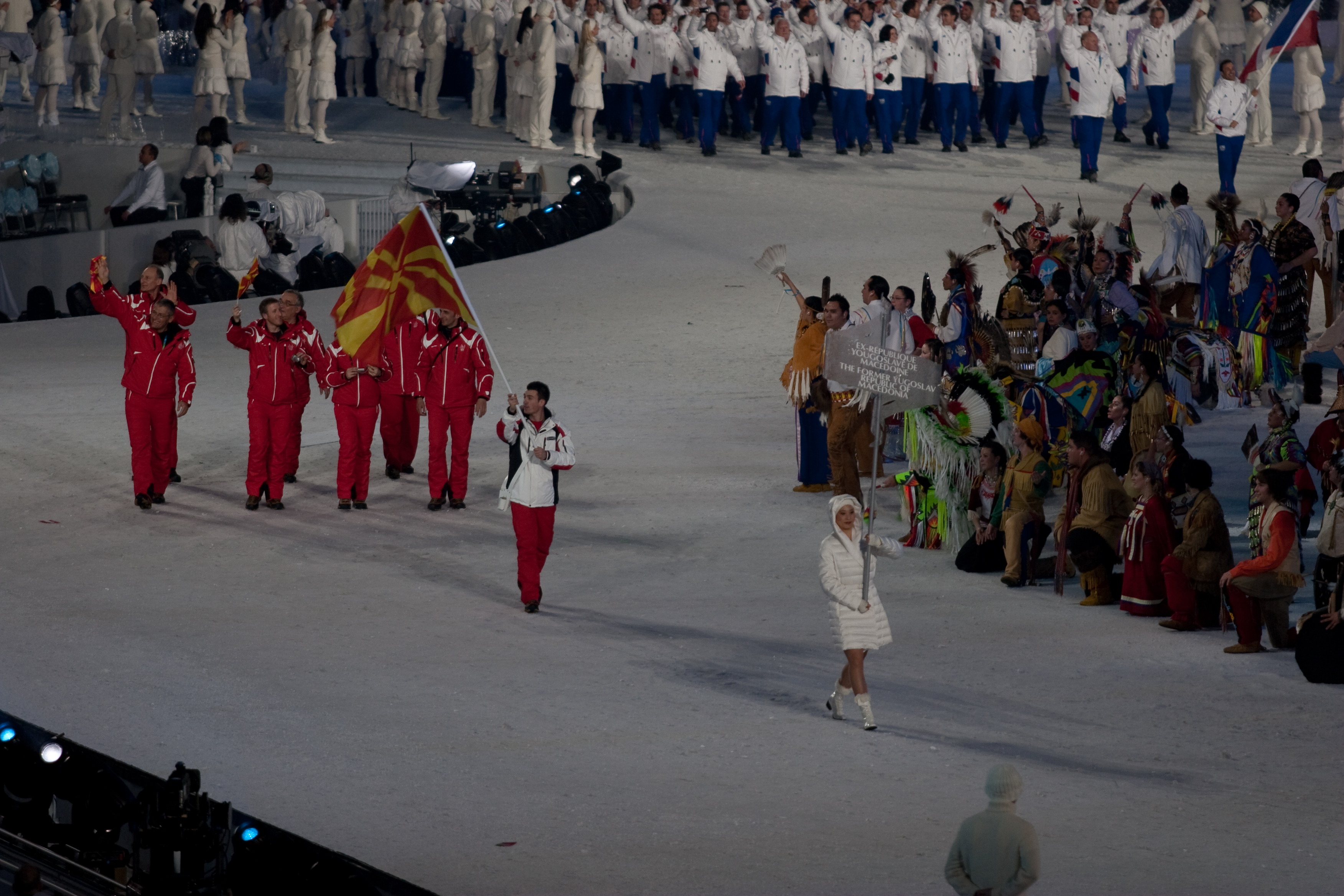
Reprezentacja Macedonii podczas ceremonii otwarcia igrzysk olimpijskich w Vancouver

Macedonia na Zimowych Igrzyskach Olimpijskich 2010 – trzyosobowa kadra sportowców reprezentujących Macedonię na igrzyskach w 2010 roku w Vancouver. Oficjalnie reprezentacja występowała jako Była Jugosłowiańska Republika Macedonii.
W reprezentacji znalazło się dwóch mężczyzn i jedna kobieta. Wystąpili oni w czterech konkurencjach w dwóch dyscyplinach sportowych – w biegach narciarskich i narciarstwie alpejskim. Macedończycy nie zdobyli w Vancouver żadnego medalu. Najlepszy rezultat osiągnął alpejczyk Antonio Ristewski, który zajął 53. miejsce w slalomie gigancie mężczyzn.
Najmłodszą z trojga reprezentantów Macedonii była biegaczka Rosana Kiroska (19 lat i 25 dni w dniu otwarcia igrzysk), a najstarszym – biegacz Darko Damjanowski (28 lat i 216 dni). Zarówno podczas ceremonii otwarcia, jak i podczas ceremonii zamknięcia igrzysk, rolę chorążego reprezentacji Macedonii pełnił Antonio Ristewski. Macedońska reprezentacja podczas otwarcia weszła na stadion jako 28. w kolejności – pomiędzy ekipami z Finlandii i Francji.
Był to czwarty start Macedonii na zimowych igrzyskach olimpijskich od czasu osiągnięcia przez państwo niepodległości. Jednocześnie był to trzeci występ w zimowej edycji igrzysk, podczas której kadra Macedonii liczyła troje sportowców.

## Skład reprezentacji
Spośród piętnastu dyscyplin sportowych, które Międzynarodowy Komitet Olimpijski włączył do kalendarza igrzysk, reprezentacja Macedonii wzięła udział w dwóch. Dwoje zawodników wystąpiło w biegach narciarskich, a jeden w narciarstwie alpejskim.
Z trojga macedońskich olimpijczyków tylko Darko Damjanowski startował już wcześniej w zawodach tej rangi. Podczas igrzysk w Turynie zajął 84. miejsce w biegu na 15 kilometrów techniką klasyczną. Dla pozostałej dwójki występ w Vancouver był debiutem olimpijskim.
W poniższej tabeli przedstawiono skład macedońskiej reprezentacji na igrzyskach w Vancouver. W przypadku Damjanowskiego podano także miejsce, które zajął w poprzedniej edycji igrzysk.
| Biegi narciarskie (2)     |                  |                     |                        |                     |                     |                     |                     |        |
| Zawodnik                  | Data urodzenia   | Miejsca na ZIO 2006 | Miejsca na ZIO 2006    | Miejsca na ZIO 2006 | Miejsca na ZIO 2006 | Miejsca na ZIO 2006 | Miejsca na ZIO 2006 | Źródło |
| Zawodnik                  | Data urodzenia   | ind. sprint dowolna | druż. sprint klasyczna | ind. klasyczna      | ind. łączony        | ind. masowy         | sztafeta            | Źródło |
| Darko Damjanowski         | 15 lipca 1981    | –                   | –                      | 84                  | –                   | –                   | –                   | [ 4 ]  |
| Rosana Kiroska            | 22 stycznia 1991 | –                   | –                      | –                   | –                   | –                   | –                   | [ 5 ]  |
| Narciarstwo alpejskie (1) |                  |                     |                        |                     |                     |                     |                     |        |
| Zawodnik                  | Data urodzenia   | Miejsca na ZIO 2006 | Miejsca na ZIO 2006    | Miejsca na ZIO 2006 | Miejsca na ZIO 2006 | Miejsca na ZIO 2006 | Miejsca na ZIO 2006 | Źródło |
| Zawodnik                  | Data urodzenia   | zjazd               | supergigant            | slalom gigant       | slalom              | kombinacja          | kombinacja          | Źródło |
| Antonio Ristewski         | 19 maja 1989     | –                   | –                      | –                   | –                   | –                   | –                   | [ 6 ]  |

### Statystyki według dyscyplin
| Lp      | Sport                 | Mężczyźni | Kobiety | Łącznie |
| ------- | --------------------- | --------- | ------- | ------- |
| 1       | Biegi narciarskie     | 1         | 1       | 2       |
| 2       | Narciarstwo alpejskie | 1         | –       | 1       |
| Łącznie | Łącznie               | 2         | 1       | 3       |

## Wyniki

### Biegi narciarskie
W macedońskiej kadrze na igrzyska w Vancouver znalazło się dwoje biegaczy narciarskich. Wystąpili oni w dwóch biegach - Rosana Kiroska na dystansie 10 kilometrów, a Darko Damjanowski w biegu na 15 km. Kiroska zajęła 76. miejsce i wyprzedziła tylko Belmę Šmrković oraz zdyskwalifikowaną Kornelię Marek. Do zwyciężczyni biegu – Charlotte Kalli – straciła blisko 10 minut. Damjanowski był natomiast 85. w stawce 95 sklasyfikowanych zawodników. Do zwycięzcy zawodów – Dario Cologni – stracił ponad 8 minut.
| Konkurencja                                         | Zawodnik          | Kwalifikacje | Kwalifikacje | Ćwierćfinały | Ćwierćfinały | Półfinały | Półfinały | Finały  | Finały  |
| Konkurencja                                         | Zawodnik          | Czas         | Miejsce      | Czas         | Miejsce      | Czas      | Miejsce   | Czas    | Miejsce |
| --------------------------------------------------- | ----------------- | ------------ | ------------ | ------------ | ------------ | --------- | --------- | ------- | ------- |
| Bieg indywidualny kobiet – 10 km techniką dowolną   | Rosana Kiroska    | —            | —            | —            | —            | —         | —         | 34:45,8 | 76.     |
| Bieg indywidualny mężczyzn – 15 km techniką dowolną | Darko Damjanowski | —            | —            | —            | —            | —         | —         | 41:48,2 | 85.     |

### Narciarstwo alpejskie
W reprezentacji Macedonii wystąpił jeden narciarz alpejski – Antonio Ristewski, który wziął udział w slalomie i slalomie gigancie. W slalomie nie ukończył pierwszego przejazdu i nie został sklasyfikowany, natomiast w slalomie gigancie osiągnął 53. miejsce wśród 80 sklasyfikowanych zawodników. Do mistrza olimpijskiego – Carla Janki – zabrakło mu 14,7 sekundy.
| Konkurencja            | Zawodnik          | Zjazd 1 | Zjazd 1 | Zjazd 2 | Zjazd 2 | Łącznie | Łącznie |
| Konkurencja            | Zawodnik          | Czas    | Miejsce | Czas    | Miejsce | Czas    | Miejsce |
| ---------------------- | ----------------- | ------- | ------- | ------- | ------- | ------- | ------- |
| Slalom mężczyzn        | Antonio Ristewski | DNF     | DNF     | DNS     | DNS     | DNF     | DNF     |
| Slalom gigant mężczyzn | Antonio Ristewski | 1:24,29 | 55.     | 1:27,61 | 53.     | 2:51,90 | 53.     |